# MTV Europe Music Award pro globální legendu
Seznam držitelů MTV Europe Music Award pro globální legendu. První cena se v této kategorii předávala v roce 2010 skupině Bon Jovi.

## 2010 - 2019
| Rok  | Vítěz           |
| ---- | --------------- |
| 2010 | Bon Jovi        |
| 2011 | Queen           |
| 2012 | Whitney Houston |
| 2013 | Eminem          |
| 2014 | Ozzy Osbourne   |